# José Aguirre de Achá
José Aguirre Achá (Cochabamba, Bolívia, 28 de març de 1877 – La Paz, Bolívia; 1941) va ser un escriptor i polític bolivià. Fill de l'escriptor Nataniel Aguirre González i Margarita Achá, filla de l'expresident de Bolívia José María Achá Valiente, va ser un actiu advocat del moviment revolucionari de 1898, diplomàtic, polític i militar.
Va participar en la Guerra de l'Acre de 1900 com a ajudant de camp del general i president José Manuel Pando.
Va arribar a ocupar el càrrec de Ministre d'Educació sota el govern d'Hernando Siles, i com a diplomàtic va estar destinat a Colòmbia, Equador, Estats Units, Veneçuela.
Va dirigir la revista literària Gutemberg Ilustrado a Cochabamba i és l'autor, entre altres versos, de la lletra de l'himne Salve, Oh Pàtria i del vals En las playas del Beni. A més, de poesia, va escriure novel·la i teatre.
"Prosa correcta, suau, clara, flueix amb gràcia poètica, tacte descriptiu i sagacitat psicològica conformat una autèntica novel·la política sense parangó en la literatura boliviana. Tampoc trobaríem fàcilment en la novel·lística americana del seu temps obra que la igualés o avantatgés en la seva espècie", va comentar l'escriptor Augusto Guzmán sobre José Aguirre. I el literat i polític Gustavo Adolfo Otero va dir: "En les seves poesies es destaca el sentiment malenconiós i la nota d'emotivitat dolorosa. Pesa en la seva obra la influència del segle xix i del romanticisme. Pel seu temperament vibrant i el seu patriotisme líric, és un dels nostres destacats poetes cívics".

## Obres
- Vaguedades, 1901, poesia
- De los Andes al Amazonas, 1902, memòries de la Guerra del Acre
- Poesías, 1912
- Platonia, 1923, novel·la
- El secreto del Ande, 1930, poesia
- La antigua provincia de Chiquitos, 1933, geografia